# Magny-Lambert
Pour les articles homonymes, voir Lambert.
Magny-Lambert est une commune française située dans le département de la Côte-d'Or, en région Bourgogne-Franche-Comté.

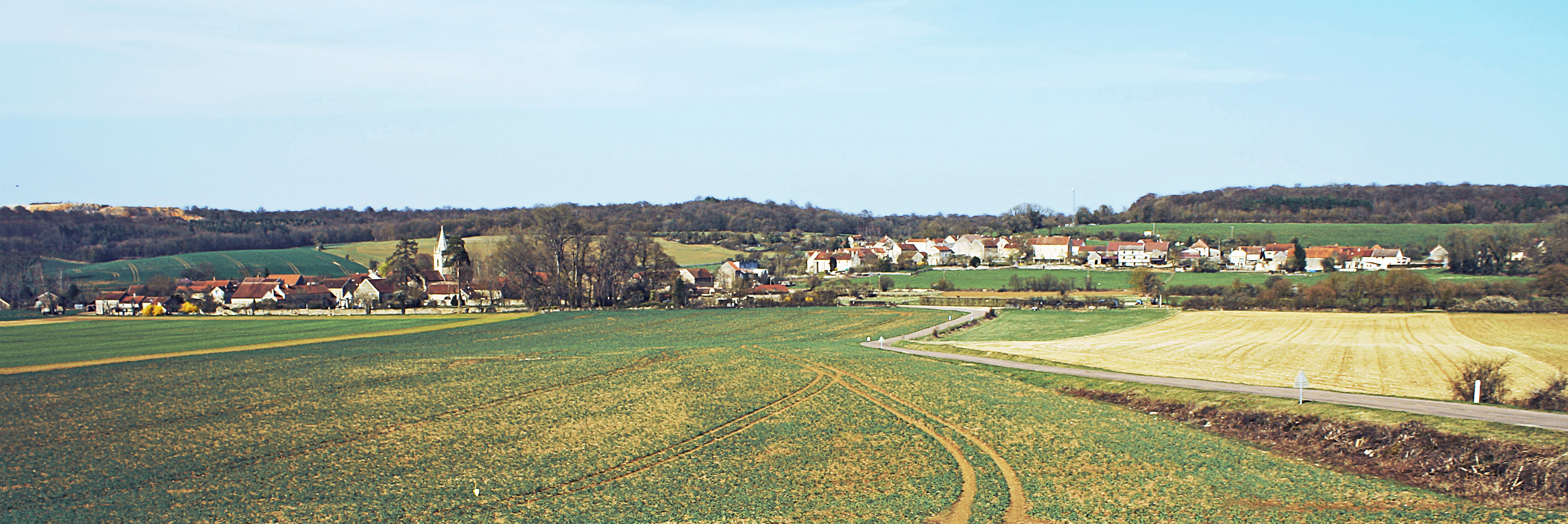
Magny-Lambert depuis la route de Villaines-en-Duesmois, Rue-Basse est à gauche et Rue-Haute à droite ; sur la ligne de crête à gauche une carrière de pierre du Châtillonnais.

## Géographie

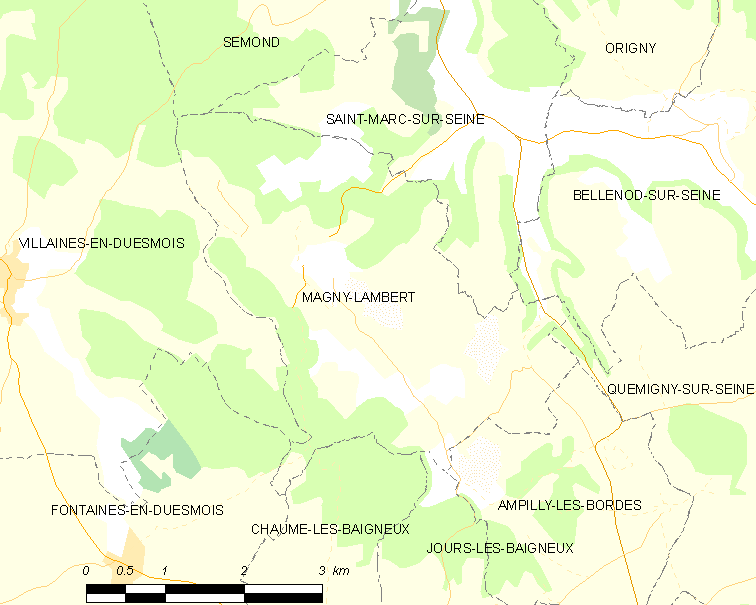
Carte de la commune.

Magny-Lambert est une commune du plateau agricole et forestier du Duesmois, au-dessus de la Seine. Deux routes franchissent le versant rive gauche de la vallée du fleuve et la ligne de crête qui barre le nord-est du finage, celle qui monte depuis Saint-Marc-sur-Seine à 395 m, avant de redescendre sur le village (situé à 350 m environ), l'autre qui démarre depuis la D 971 à proximité du point bas de la commune (308 m sur le ruisseau de Meursauge) et emprunte la combe des Prés-de-la-Gorge pour arriver à Tout-Y-Faut (360 m).
Les surfaces sont essentiellement occupées par l'agriculture, mais il subsiste des bois à l'ouest et surtout au nord du territoire où ils sont entamés par les carrières d'exploitation de la belle pierre marbrée du Châtillonnais, utilisée pour le parement et la fabrication de meubles d'extérieur. Le mont de Faselot entre le village et le hameau marque le point culminant de la commune à 415 m et garde quelques bois de son versant sud-est au sommet. La large vallée orientée nord-ouest sud-ouest dans laquelle on a retrouvé les traces d'une voie protohistorique passant par le village, entre la ligne de crête et les monts du sud-ouest, conserve des prairies à pâturages bien qu'il n'y ait pas de rivière pour les arroser.

### Hydrographie
À part l'extrémité est du territoire qui prend à peine cinq cents mètres du ruisseau intermittent de Meursauge, la commune n'a pas de cours d'eau, le plateau du Duesmois qui intègre cette commune, partie du plateau de Langres, est sujet aux phénomènes karstiques, l'eau est engloutie dans la roche calcaire du Jurassique pour réapparaître en exsurgences dans les versants des grandes rivières qui limitent le plateau. En l'occurrence, en pénétrant les sols, les eaux de pluie teintent de sels minéraux la pierre calcaire qui est exploitée dans les carrières.
En suivant le talweg des prés de la Gorge, on remonte jusqu'au lavoir de Tout-Y-Faut en rencontrant quelques sources, et en suivant celui de la combe de Riboin on accède à la source de Riboin, mais dans les deux cas il n'existe plus de ruisseaux permanents qui iraient jusqu'à la Seine. Au sud de la ligne de crête, sur le plateau, l'eau affleure en plusieurs sources disséminées sur le territoire mais sans donner suite à des cours d'eau.

### Accessibilité

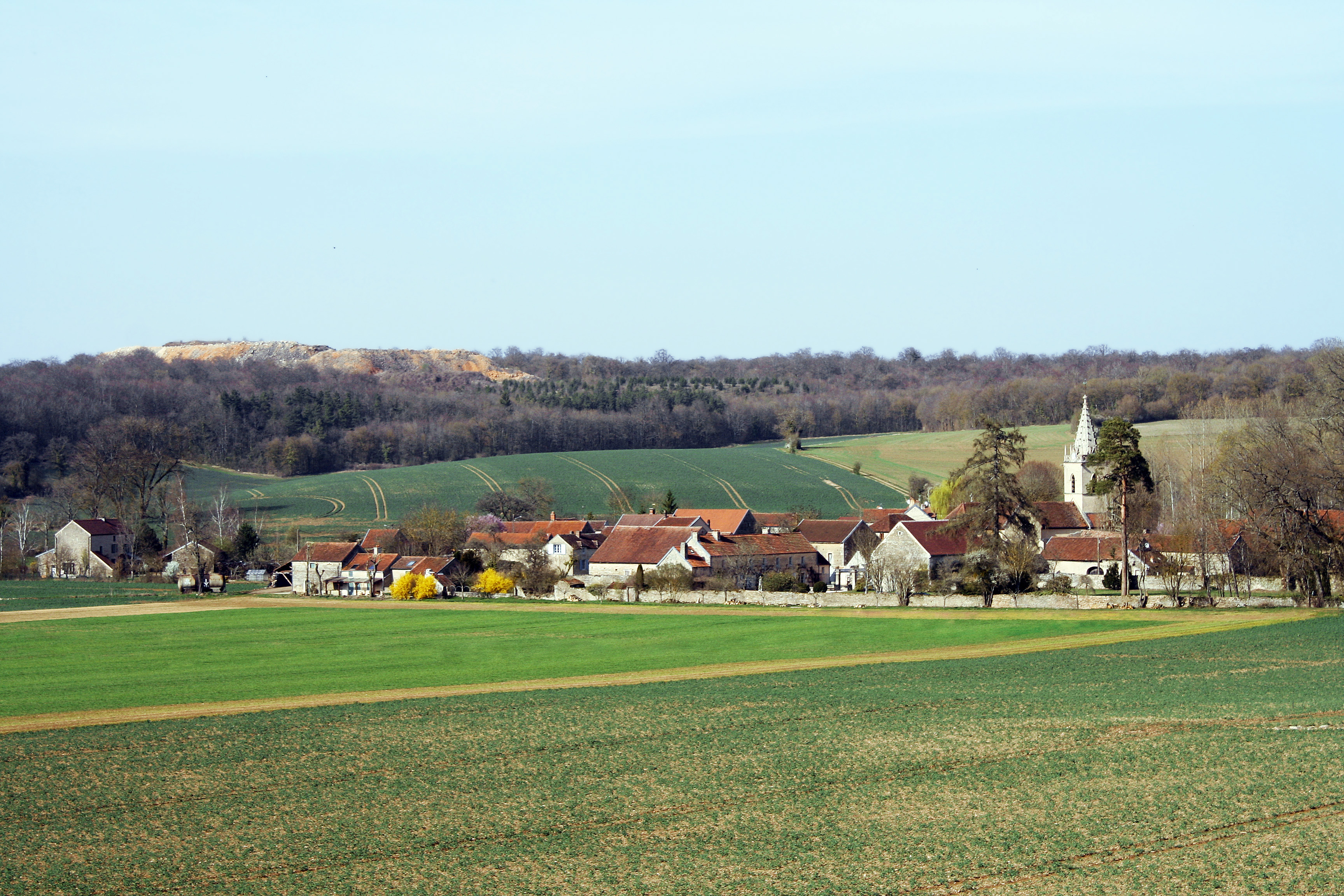
L'église de Magny-Lambert se trouve dans le quartier de Rue-Basse.

La commune est à l'écart des routes principales, la D 32 qui monte de Saint-Marc-sur-Seine depuis la D 971 (Châtillon-sur-Seine - Dijon) traverse le village et rejoint Villaines-en-Duesmois puis Montbard à l'ouest. La D 32D dévie de la première dans le village pour atteindre la commune voisine de Jours-lès-Baigneux au sud. Le hameau de Tout-Y-Faut, est longé par le sentier GR 2 (Le Havre - Dijon) qui suit dans une direction nord sud les hauteurs de la profonde vallée du ruisseau de Meursauge, en rive gauche.

### Hameaux, écarts, lieux-dits
- Le village de Magny-Lambert comprend les quartiers de Rue-Basse et Rue-Haute.
- Hameaux détachés du village : Tout-Y-Faut (ou Toutifaut).
- Habitat ou bâti écarté : granges et bâtiments des carrières, aux Rochies.
- Lieux-dits d'intérêt local : Faselot, les prés de la Gorge, bois : les Rochies, les Ebattis, Bois-Bridant, Bois-Mornot.

### Climat
Pour des articles plus généraux, voir Climat de la Bourgogne-Franche-Comté et Climat de la Côte-d'Or.
En 2010, le climat de la commune est de type climat des marges montargnardes, selon une étude du Centre national de la recherche scientifique s'appuyant sur une série de données couvrant la période 1971-2000. En 2020, Météo-France publie une typologie des climats de la France métropolitaine dans laquelle la commune est exposée à un climat océanique altéré et est dans la région climatique  Lorraine, plateau de Langres, Morvan, caractérisée par un hiver rude (1,5 °C), des vents modérés et des brouillards fréquents en automne et hiver. 
Pour la période 1971-2000, la température annuelle moyenne est de 9,7 °C, avec une amplitude thermique annuelle de 15,9 °C. Le cumul annuel moyen de précipitations est de 929 mm, avec 13,6 jours de précipitations en janvier et 8,4 jours en juillet. Pour la période 1991-2020, la température moyenne annuelle observée sur la station météorologique de Météo-France la plus proche, « Châtillon/Seine », sur la commune de Châtillon-sur-Seine à 19 km à vol d'oiseau, est de 10,8 °C et le cumul annuel moyen de précipitations est de 832,8 mm,. Pour l'avenir, les paramètres climatiques de la commune estimés pour 2050 selon différents scénarios d'émission de gaz à effet de serre sont consultables sur un site dédié publié par Météo-France en novembre 2022.

## Urbanisme

### Typologie
Au 1er janvier 2024, Magny-Lambert est catégorisée commune rurale à habitat très dispersé, selon la nouvelle grille communale de densité à 7 niveaux définie par l'Insee en 2022.
Elle est située hors unité urbaine et hors attraction des villes,.

### Occupation des sols
L'occupation des sols de la commune, telle qu'elle ressort de la base de données européenne d’occupation biophysique des sols Corine Land Cover (CLC), est marquée par l'importance des territoires agricoles (62,6 % en 2018), en diminution par rapport à 1990 (65,6 %). La répartition détaillée en 2018 est la suivante : terres arables (49,3 %), forêts (32,1 %), zones agricoles hétérogènes (7 %), prairies (6,3 %), mines, décharges et chantiers (5,3 %). L'évolution de l’occupation des sols de la commune et de ses infrastructures peut être observée sur les différentes représentations cartographiques du territoire : la carte de Cassini (XVIIIe siècle), la carte d'état-major (1820-1866) et les cartes ou photos aériennes de l'IGN pour la période actuelle (1950 à aujourd'hui).

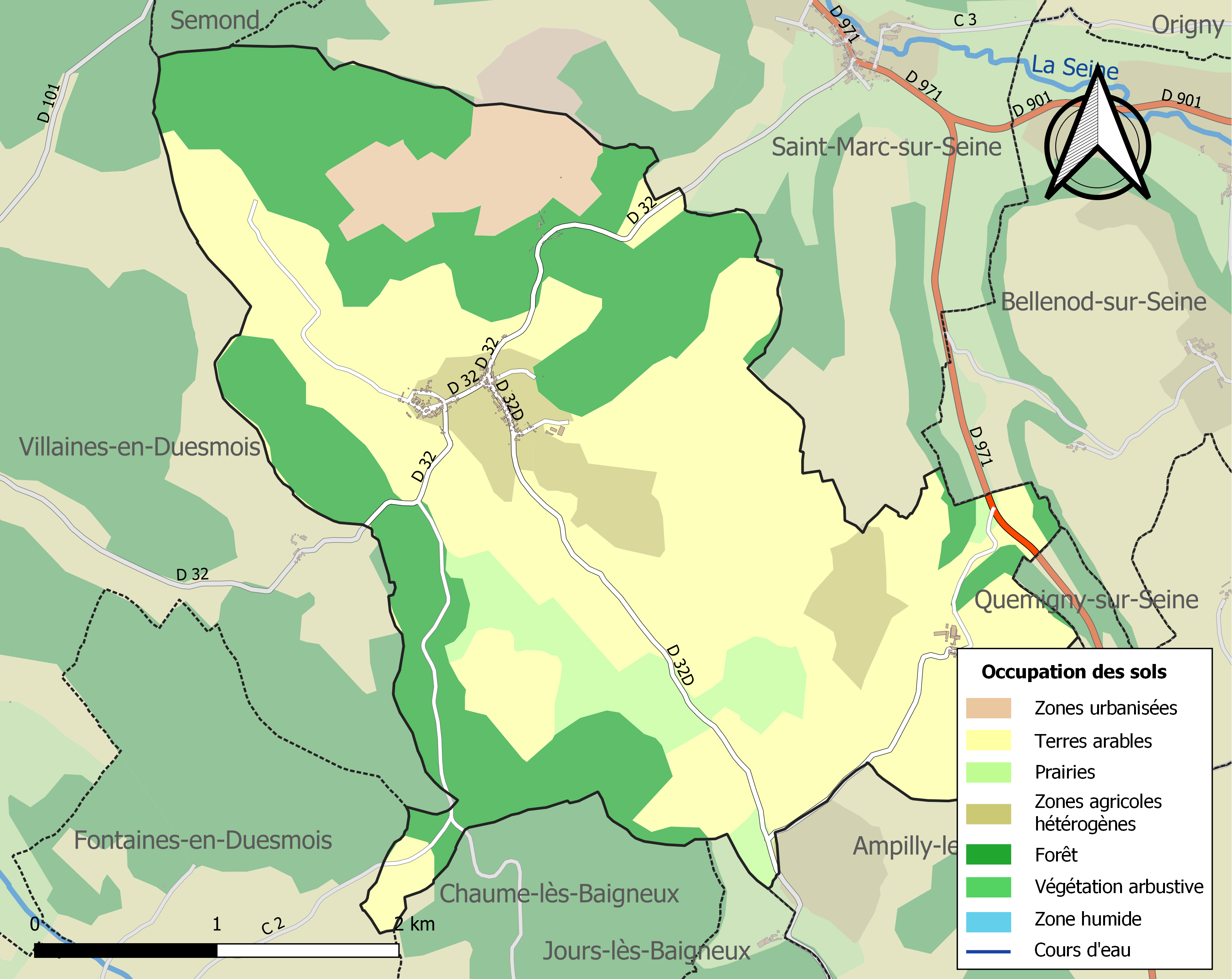
Carte des infrastructures et de l'occupation des sols de la commune en 2018 (CLC).

## Histoire

### Préhistoire et Antiquité
Ce sont les fouilles du Trembloy qui ont révélé en 1872 et 1873 toute l'importance de la civilisation de Hallstatt dans le Châtillonnais. D'autres vestiges plus récents démontrent la pérennité de cette occupation à la période gallo-romaine.

### Moyen Âge
Les Templiers possèdent un hospice dans la localité comme en témoigne une maison dite des Templiers. Les habitants sont affranchis dès 1461 par l'évêque d'Autun.
Une ancienne grange de l'abbaye de Quincy subsiste au hameau de Tout-y-Faut.

## Politique et administration
| Période                                  | Période   | Identité          | Étiquette | Qualité |
| ---------------------------------------- | --------- | ----------------- | --------- | ------- |
| mars 2001                                | mars 2021 | Jean-Claude Funes |           |         |
| mars 2021                                |           | Raphaëlle Vautrin |           |         |
| Les données manquantes sont à compléter. |           |                   |           |         |

Magny-Lambert appartient :
- à l'arrondissement de Montbard,
- au canton de Châtillon-sur-Seine et
- à la communauté de communes du Pays Châtillonnais

## Démographie
L'évolution du nombre d'habitants est connue à travers les recensements de la population effectués dans la commune depuis 1793. Pour les communes de moins de 10 000 habitants, une enquête de recensement portant sur toute la population est réalisée tous les cinq ans, les populations de référence des années intermédiaires étant quant à elles estimées par interpolation ou extrapolation. Pour la commune, le premier recensement exhaustif entrant dans le cadre du nouveau dispositif a été réalisé en 2005.

En 2022, la commune comptait 85 habitants, en stagnation par rapport à 2016 (Côte-d'Or : +0,82 %, France hors Mayotte : +2,11 %).
| 1793 | 1800 | 1806 | 1821 | 1831 | 1836 | 1841 | 1846 | 1851 |
| ---- | ---- | ---- | ---- | ---- | ---- | ---- | ---- | ---- |
| 250  | 300  | 294  | 286  | 337  | 350  | 328  | 316  | 304  |

| 1856 | 1861 | 1866 | 1872 | 1876 | 1881 | 1886 | 1891 | 1896 |
| ---- | ---- | ---- | ---- | ---- | ---- | ---- | ---- | ---- |
| 300  | 295  | 299  | 290  | 278  | 272  | 241  | 229  | 230  |

| 1901 | 1906 | 1911 | 1921 | 1926 | 1931 | 1936 | 1946 | 1954 |
| ---- | ---- | ---- | ---- | ---- | ---- | ---- | ---- | ---- |
| 202  | 205  | 221  | 191  | 212  | 190  | 175  | 167  | 174  |

| 1962 | 1968 | 1975 | 1982 | 1990 | 1999 | 2005 | 2006 | 2010 |
| ---- | ---- | ---- | ---- | ---- | ---- | ---- | ---- | ---- |
| 148  | 123  | 108  | 98   | 105  | 105  | 92   | 90   | 97   |

| 2015 | 2020 | 2022 | - | - | - | - | - | - |
| ---- | ---- | ---- | - | - | - | - | - | - |
| 87   | 81   | 85   | - | - | - | - | - | - |

## Lieux, monuments et pôles d'intérêt
En 2016, la commune ne compte pas de monument inscrit à l'inventaire des monuments historiques, 21 monuments ou édifices sont répertoriés à l'inventaire général du patrimoine culturel, 1 élément classé à l'inventaire des objets historiques et 16 objets répertoriés à l'I.G.P.C.
- Nécropole  de Magny-Lambert dont les fouilles ont mis en évidence des tumulus attribués à la période du Hallstatt final[12], son extension le long d'une voie protohistorique suit à peu près le tracé de l'actuelle voie au fond de la vallée. Les tumulus sont visibles aux lieux-dits les Fourches, la Margelle et Rivanet, au sud du finage, autour de la petite colline de Montoillery ; à noter que l'un d'eux est nommé « tumulus du Trembloi »[22], à ne pas confondre avec le site du fanum du Trembloi sur la commune de Saint-Germain-le-Rocheux.
- Vestiges d'une tour d'angle fortifiée du XVIe siècle de plan circulaire avec salle basse percée de deux canonnières.
- Nombreuses croix monumentales sur la commune et maisons anciennes au village dont la maison des Templiers (IGPC 1990, utilisée comme bâtiment agricole)[23].
- Église de la Trinité reconstruite en 1849 sur un plan en croix latine (IGPC 1990)[24], façade orientée à l'est surmontée d'un clocher carré à toit octogonal maçonné façon gothique flamboyant. Statues de sainte Catherine et sainte Geneviève du XVIe siècle et de saint Roch en bois polychrome de 1736. Dalle funéraire de Thiébaud de Gand du XVe.

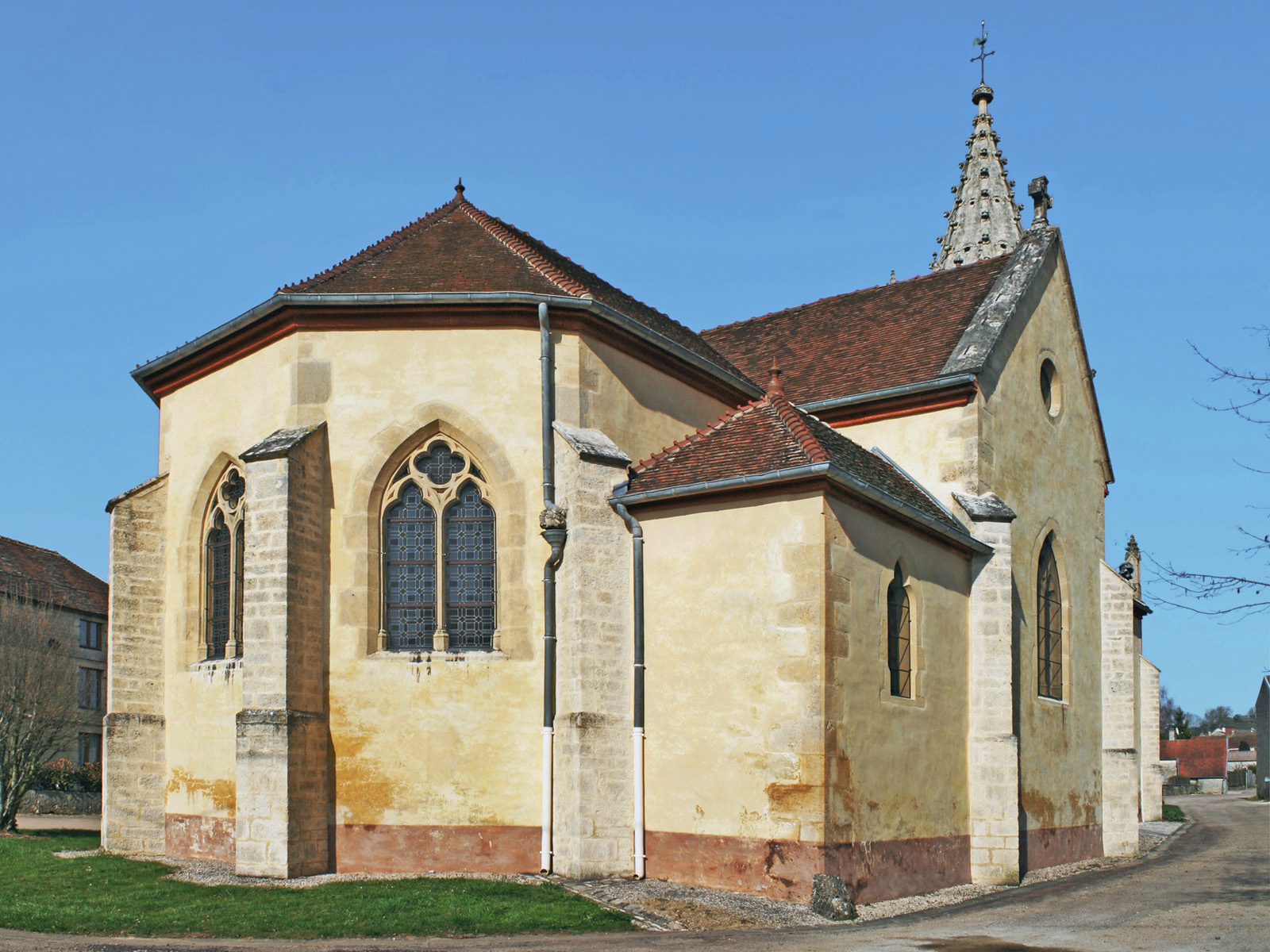
Abside de l'église tournée vers l'ouest.
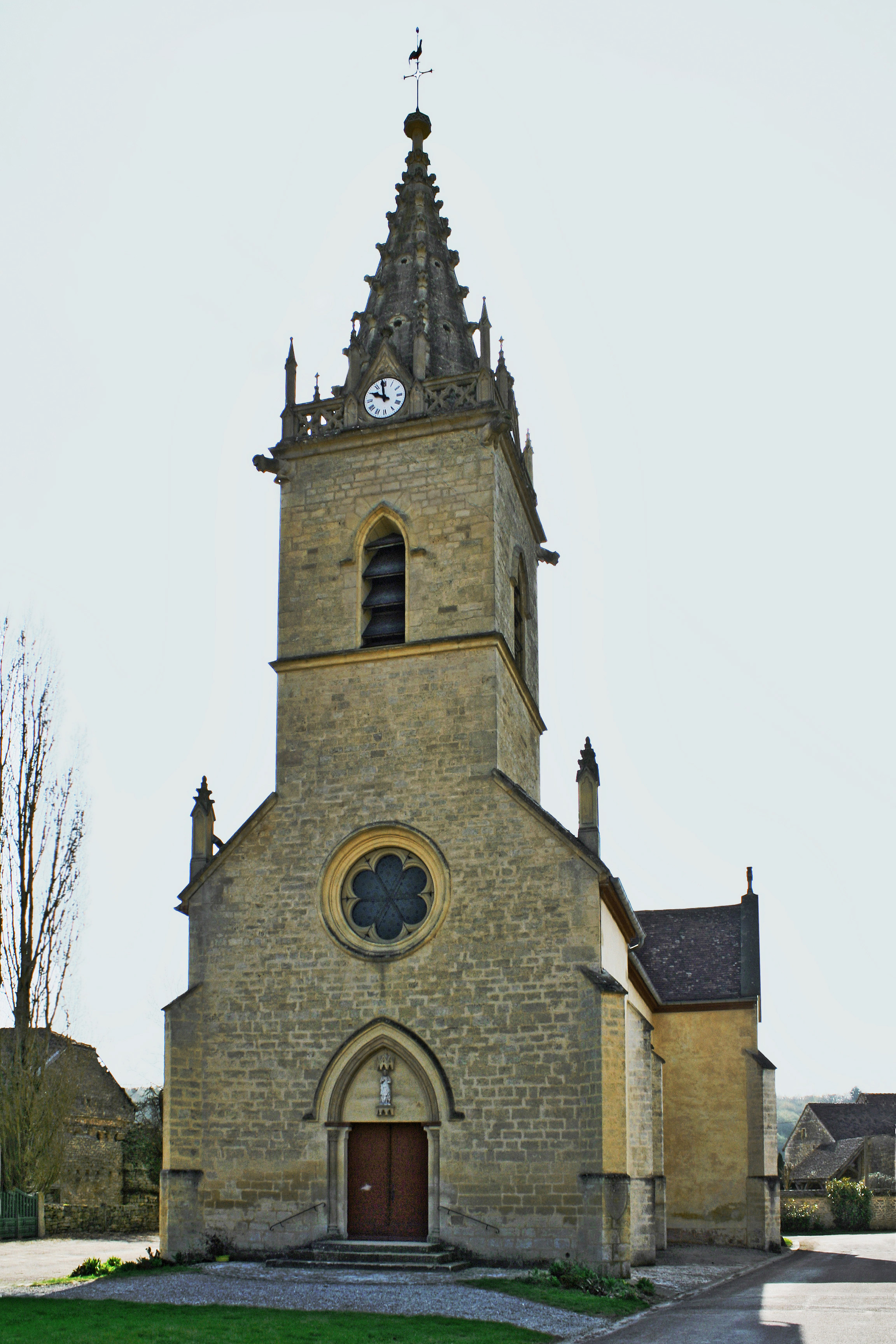
Façade XIXe de style gothique.
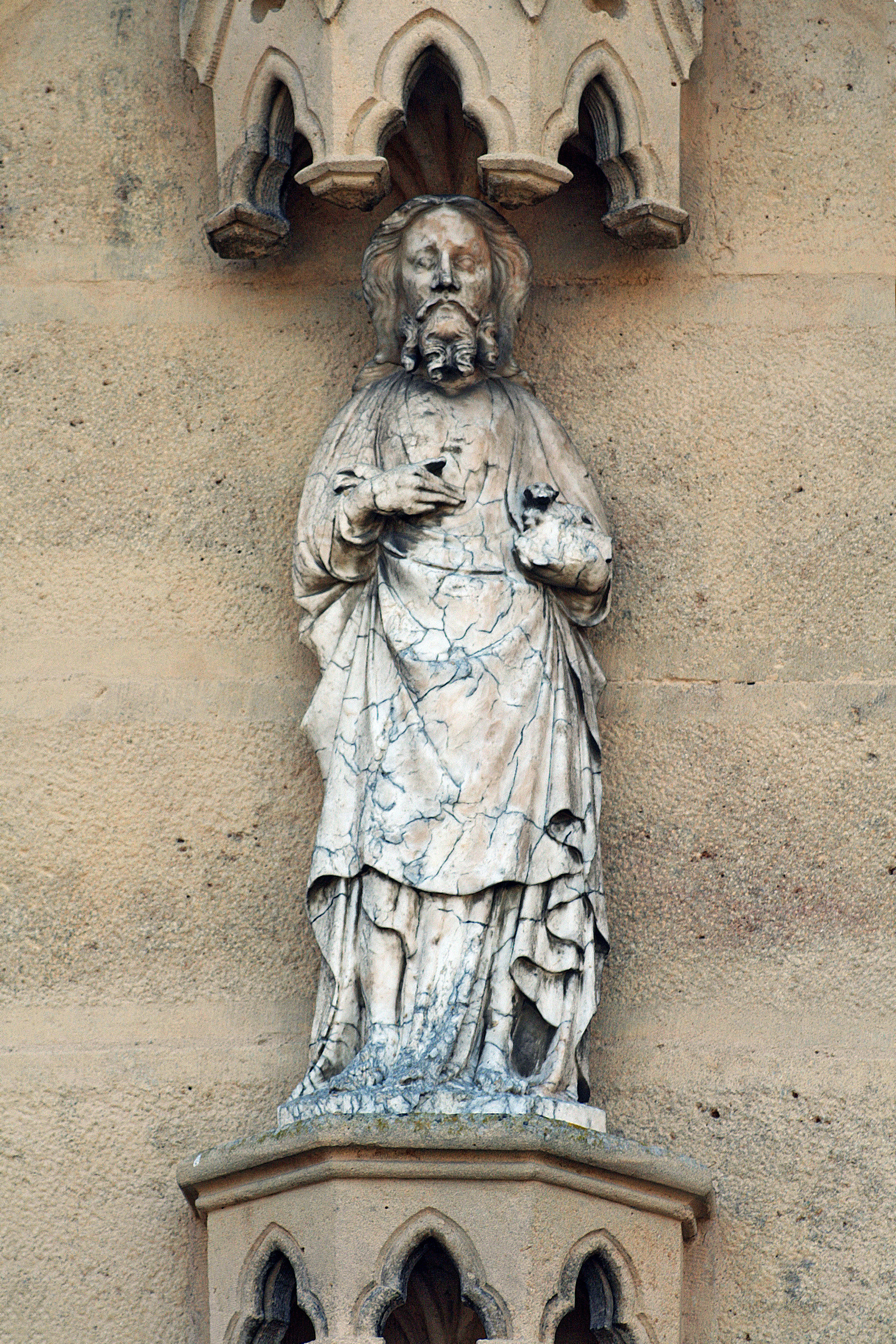
Statue du fronton.
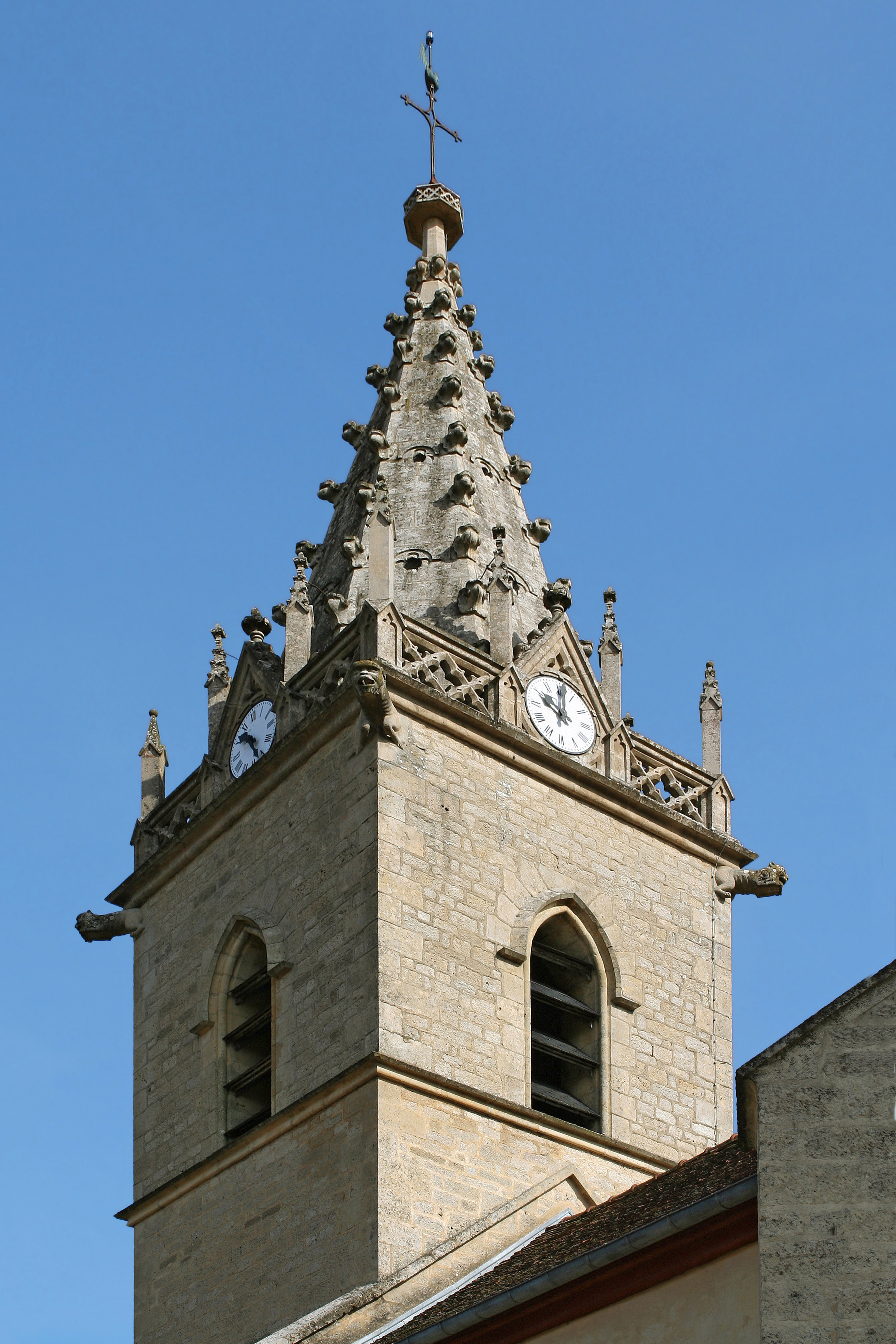
Clocher enjolivé de « soufflets » (fleurs du gothique flamboyant).

- Lavoir-abreuvoir au village (IGPC 1990)[25] et lavoir à Tout-Y-Faut.
- Ruines de la chapelle Saint-Hubert à Tout-Y-Faut (IGPC 1990)[26].

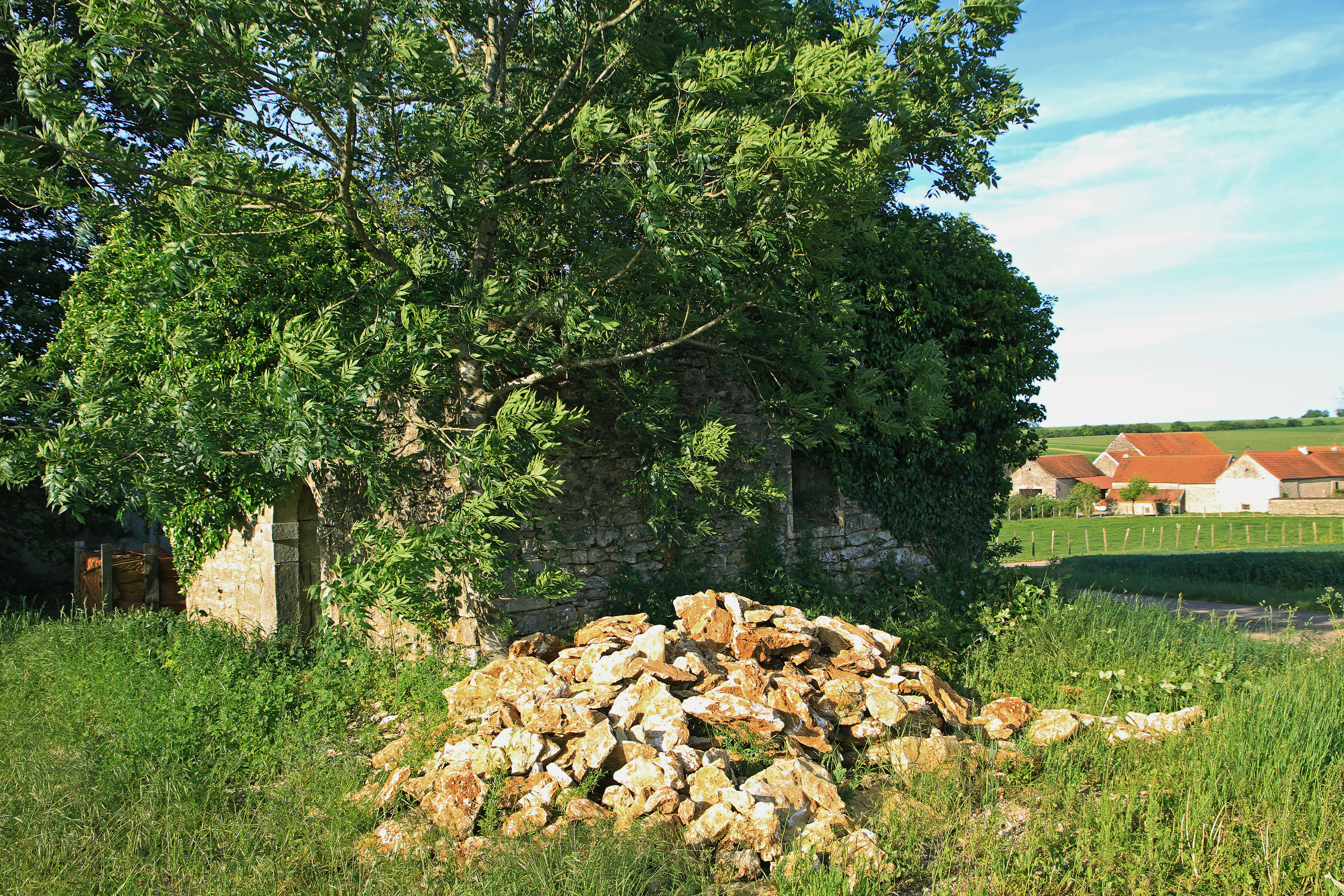
Restes de la chapelle de Tout-Y-Faut.
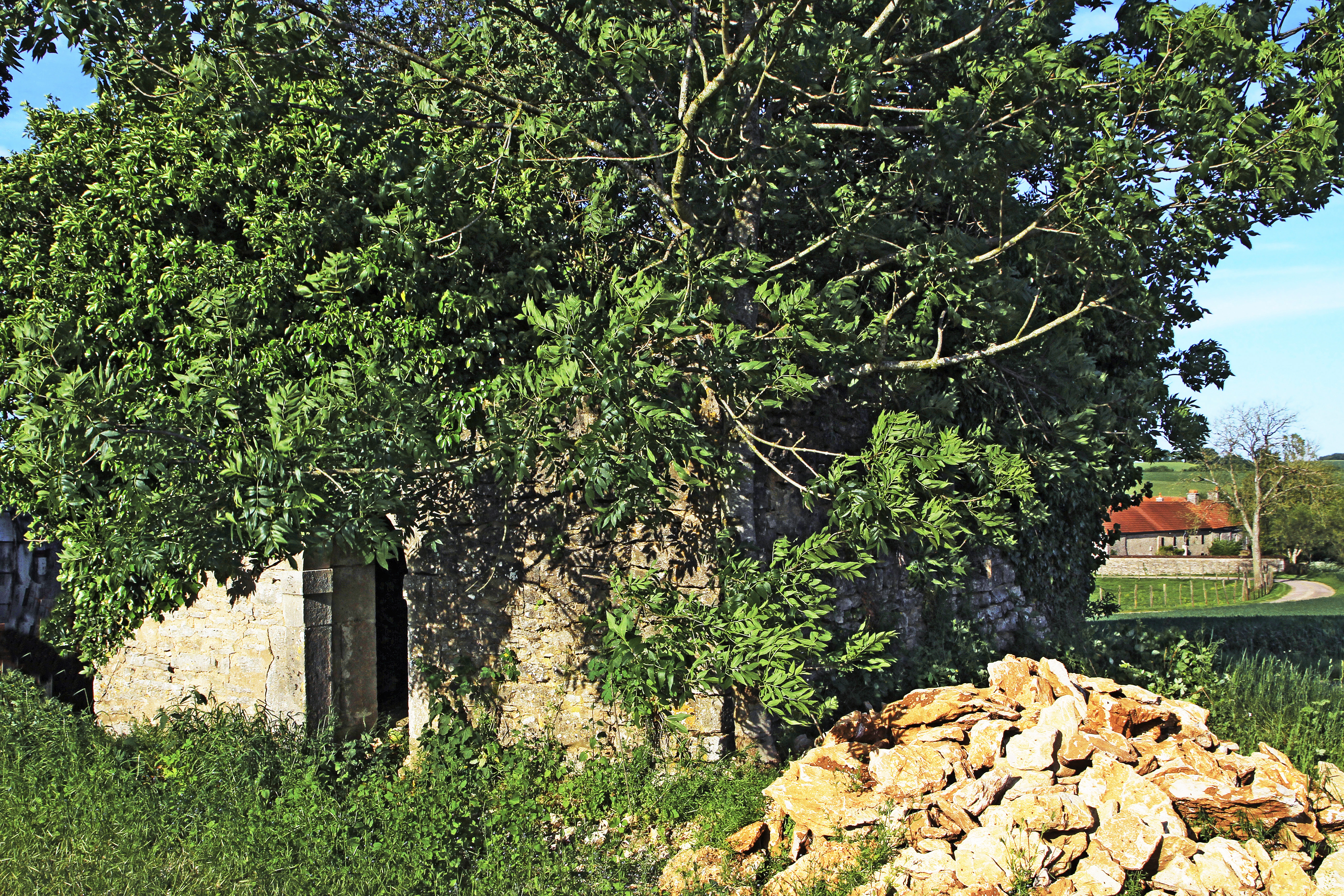
Les arbres poussent derrière la façade (en 2015).
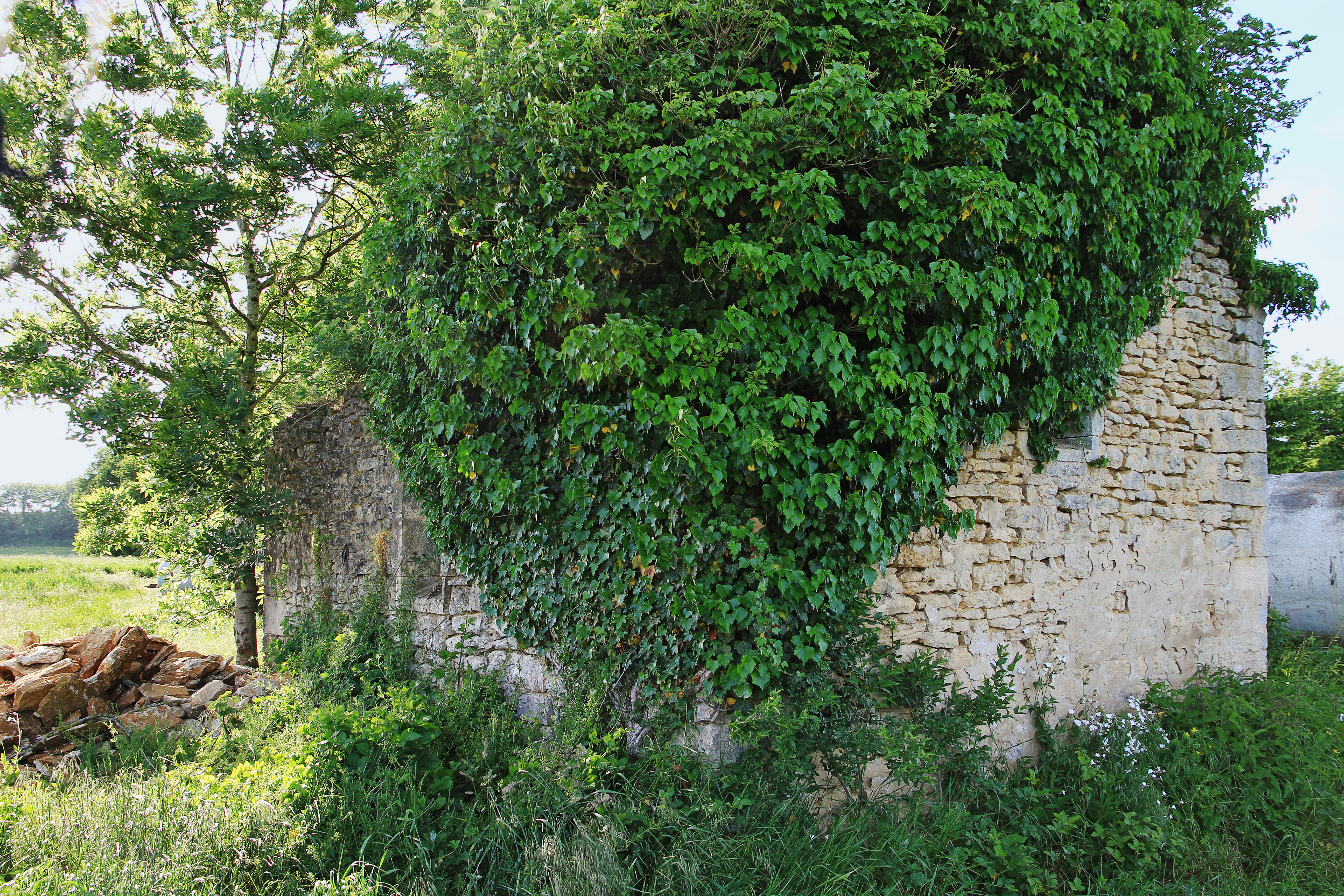
Abside envahie par le lierre (en 2015).

## Héraldique
| Blason de Magny-Lambert | Blason  | Tiercé en pairle : au 1er d'azur à la mitre d'or, au 2e d'or au rasoir antique de sinople, au 3e de sinople aux pics de carrier en sautoir d'argent. |
| Blason de Magny-Lambert | Détails | Le statut officiel du blason reste à déterminer. |